# Francesco Rospigliosi Pallavicini
Le prince Francesco Rospigliosi Pallavicini (2 mars 1828, Rome - 14 janvier 1887, Rome), est un homme politique italien.

## Biographie
Francesco Rospigliosi Pallavicini devient maire de Rome et sénateur en 1871.
Il épouse Maria Carolina Boncompagni Ludovisi, fille de Antonio Boncompagni Ludovisi. Ils ont sept enfants.